# Municipio de La Plume
El municipio de La Plume (en inglés: La Plume Township) es un municipio ubicado en el condado de Lackawanna en el estado estadounidense de Pensilvania. En el año 2000 tenía una población de 603 habitantes y una densidad poblacional de 96.9 personas por km².

## Geografía
El municipio de La Plume se encuentra ubicado en las coordenadas 41°33′30″N 75°45′29″O / 41.55833, -75.75806.

## Demografía
Según la Oficina del Censo en 2000 los ingresos medios por hogar en la localidad eran de $32,083 y los ingresos medios por familia eran de $39,107. Los hombres tenían unos ingresos medios de $29,773 frente a los $19,688 para las mujeres. La renta per cápita de la localidad era de $16,491. Alrededor del 13,3% de la población estaba por debajo del umbral de pobreza.